# 景信乡
景信乡（佤语：ki him:1112），是中华人民共和国云南省普洱市孟连傣族拉祜族佤族自治县下辖的一个乡镇级行政单位。

## 行政区划
景信乡下辖以下地区：
回俄村、景冒村、朗勒村、勐白村和糯各村。